# Vrads Herred

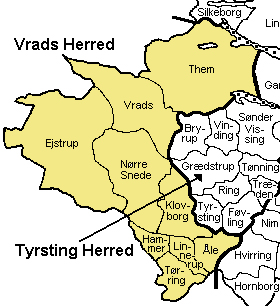
Vrads Herred

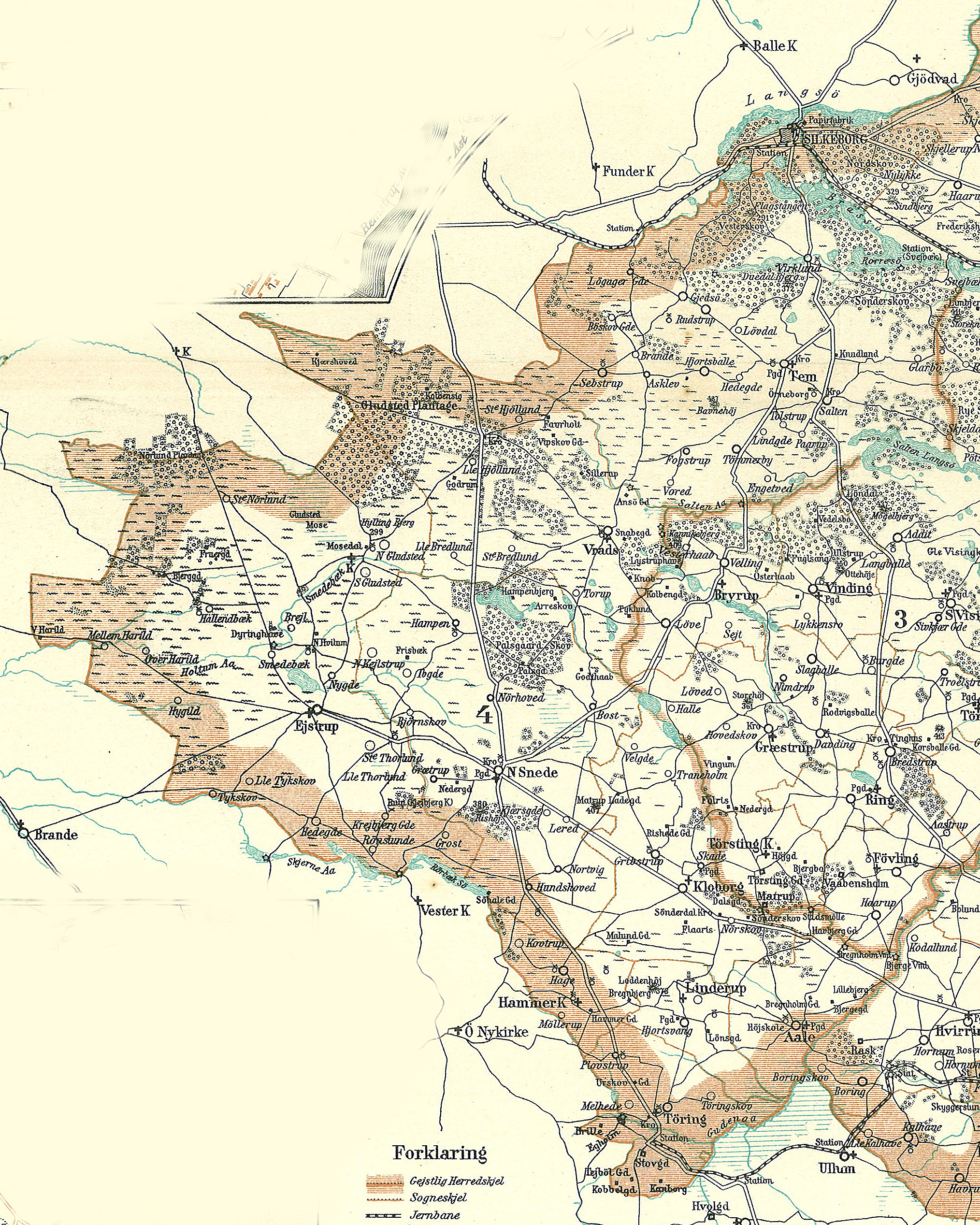
Vrads Herred rond 1900

Vrads Herred was een herred in het voormalige Skanderborg Amt in Denemarken. De herred wordt in Kong Valdemars Jordebog vermeld als Wrazhøghæreth. Bij de oprichting van de moderne amten in 1793 werd Vrads ingedeeld in Ringkøbing Amt. In 1821 kwam Vrads bij Århus Amt en uiteindelijk in 1824 in Skanderborg.

## Parochies
Vrads omvatte 10 parochies. Bij de bestuurlijke reorganisatie in 1970 gingen hiervan twee, Vrads en Them, naar de nieuwe provincie Aarhus, de anderen gingen op in de nieuwe provincie Vejle. De parochies liggen tegenwoordig in drie verschillende bisdommen: Aarhus, Viborg en Haderslev. 
- Ejstrup
- Hammer
- Klovborg
- Linnerup
- Nørre-Snede
- ThemSogn
- Tørring
- Virklund (niet op de kaart)
- Vrads
- Åle